# Wilhelm Hilgers
Wilhelm Edmund Hilgers (* 18. September 1882 in Wiesbaden; † 1962) war ein deutscher Mediziner.

## Leben
Wilhelm Hilgers promovierte im Jahr 1910 zum Dr. med. mit der Dissertation Über einen Fall von sogenanntem „Lupus pernio“ mit besonderer Berücksichtigung seiner Beziehung zur Tuberkulose an der Medizinischen Fakultät der Universität Straßburg.
Er war außerplanmäßiger Professor für Hygiene und Bakteriologie an der Albertus-Universität Königsberg.
1927 wurde er Privatdozent für Hygiene und Bakteriologie der Medizinischen Fakultät an der Rheinischen Friedrich-Wilhelms-Universität Bonn. Hilgers wurde im Jahr 1928 der Leiter der neu geschaffenen Abteilung für Hygiene und Mikrobiologie im Städtischen Krankenhaus Sudenburg des Gesundheitsamts der Stadtverwaltung Magdeburg. Seit dem 22. Juni 1929 war er der erste Direktor des Hygienisch-Bakteriologischen Instituts in Magdeburg. 1949 wurde er aus dieser Funktion entlassen.

## Schriften
- Wilhelm E. Hilgers: Über einen Fall von sogenanntem „Lupus pernio“ mit besonderer Berücksichtigung seiner Beziehung zur Tuberkulose (Inaugural-Dissertation der Medizinischen Fakultät der Kaiser-Wilhelms-Universität Straßburg zur Erlangung der Doktorwürde). Manias, Straßburg 1910.
- Wilhelm E. Hilgers: Schweigepflicht und Zeugnisverweigerungsrecht des Arztes (Abhandlung zur Erlangung der Doktorwürde vorgelegt der Rechts- und Staatswissenschaftlichen Fakultät der Rheinischen Friedrich-Wilhelms-Universität Bonn). M. Welzel, Köln-Kalk 1930.
- Wilhelm E. Hilgers et al.: Erkrankungen der Haut durch Protozoen, filtrierbares Virus, Bakterien. Immunbiologie (Handbuch der Haut- und Geschlechtskrankheiten; Bd. 2, hrsg. v. Josef Jadassohn im Auftrage der Deutschen Dermatologischen Gesellschaft). Verlag Julius Springer, Berlin 1932.

## Nachweise
1. ↑  Prof. Dr. K.-H. Bauer, Leipzig: Pharmazeutische Zentralhalle für Deutschland. In: Zeitschrift für wissenschaftliche, praktische und geschäftliche Interessen der Pharmazie. 68. Jahrgang. Verlag von Theodor Steinkopff, Dresden und Leipzig 1927 (tu-braunschweig.de [PDF]).
2. ↑  Deutsche Adreßbuch-Gesellschaft m.b.H (Hrsg.): Magdeburger Adressbuch 1932. Verlag: August Scherl, Magdeburg 1932 (genealogy.net).
3. ↑  Hans Harmsen, Franz Lohse: Bevölkerungsfragen: Bericht des Internationalen Kongresses für Bevölkerungswissenschaft. J.F. Lehmann, 1969 (google.de [abgerufen am 16. April 2024]).
4. ↑  Infektionsmedizin Prof. Dr. med. habil. Wolfgang König – ehemaliger Direktor des Institutes für Medizinische Mikrobiologie. Abgerufen am 16. April 2024.

| Personendaten    | Personendaten                                |
| ---------------- | -------------------------------------------- |
| NAME             | Hilgers, Wilhelm                             |
| ALTERNATIVNAMEN  | Hilgers, Wilhelm Edmund (vollständiger Name) |
| KURZBESCHREIBUNG | deutscher Mediziner                          |
| GEBURTSDATUM     | 18. September 1882                           |
| GEBURTSORT       | Wiesbaden                                    |
| STERBEDATUM      | 1962                                         |